# Família multigènica
Una família gènica o família multigènica és un grup de loci cromosòmics la seqüència de nucleòtids és similar i que deriven d'una seqüència comuna ancestral.
En alguns casos, les famílies gèniques no només alberguen multitud de còpies en el genoma de gens amb lleugeres diferències, sinó també pseudogens més variables. Aquest fet s'explica per una major acumulació de mutacions a causa de la menor pressió de selecció existent sobre una variant gènica quan hi ha una altra còpia viable en correcte funcionament. Aquest fet es considera un mètode de generació de variabilitat en el cas de les duplicacions gèniques. Per exemple, l'actina, una proteïna clau en les cèl·lules, tot i que està molt conservada en la filogènia, està codificada per una família multigènica que, en plantes, alberga més de 60 elements, entre gens i pseudogens i que, en humans, té més de 30.